# Savoia-Marchetti S.59
Il Savoia-Marchetti S.59 fu un idroricognitore a scafo centrale, monomotore biplano, sviluppato dall'azienda aeronautica italiana Savoia-Marchetti negli anni venti e prodotto, oltre che dalla stessa, da Macchi e Cantieri Riuniti dell'Adriatico (CRDA CANT).
Indicato da alcune fonti come uno dei migliori idrovolanti italiani di tutti i tempi, venne impiegato principalmente dalla Regia Aeronautica avendo un discreto successo commerciale nelle esportazioni, acquistato da Argentina, Regno di Romania e Turchia.
Nella Crociera Aerea sul Mediterraneo occidentale dal 26 maggio al 2 giugno 1928 furono impiegati 51 S.59 bis.

## Versioni
S.59 prototipo
prototipo equipaggiato con una coppia di motori Rolls-Royce Eagle da 360 hp (268 kW) ciascuno, realizzato in un unico esemplare.
S.59
versione di produzione in serie equipaggiata con un motore Lorraine-Dietrich 12Db da 400 CV (294 kW), realizzata in 40 esemplari.
S.59bis
versione rimotorizzata dell'S.59, equipaggiata con un motore Isotta Fraschini Asso 500 da 500 CV (368 kW), prodotta in 222 esemplari.
S.59P
versione civile dotata di cabina chiusa per i 2 membri di equipaggio e 4 passeggeri.

## Utilizzatori

### Civili
Argentina
- Taxi Aerei

### Militari
Argentina
- Aviación Naval

 Italia
- Regia Aeronautica

 Paraguay
- Aviación Naval Paraguaya

operò con un esemplare, acquistato nel 1929.
 Romania
- Forțele Aeriene Regale ale României

 Turchia
- Hava Müsteşarlığı

### Pubblicazioni
- Angelo Emiliani, La crociera aerea del 1928 nel Mediterraneo occidentale, in Storia Militare, n.262 anno XXIII, Parma, Edizioni Storia Militare, luglio 2015.